# Yassou Maria
Yassou Maria (grekiska: Γειά σου Μαρία, Geia sou Maria) är en poplåt som var Greklands bidrag i Eurovision Song Contest 2007 som framfördes av sångaren Sarbel.